# Morningside, South Dakota
Morningsidet är en ort i Beadle County i delstaten South Dakota, USA.